# Barnbidrag i Sverige
Den här sidan handlar om barnbidraget i Sverige. för information om barnbidrag i allmänhet, se Barnbidrag.

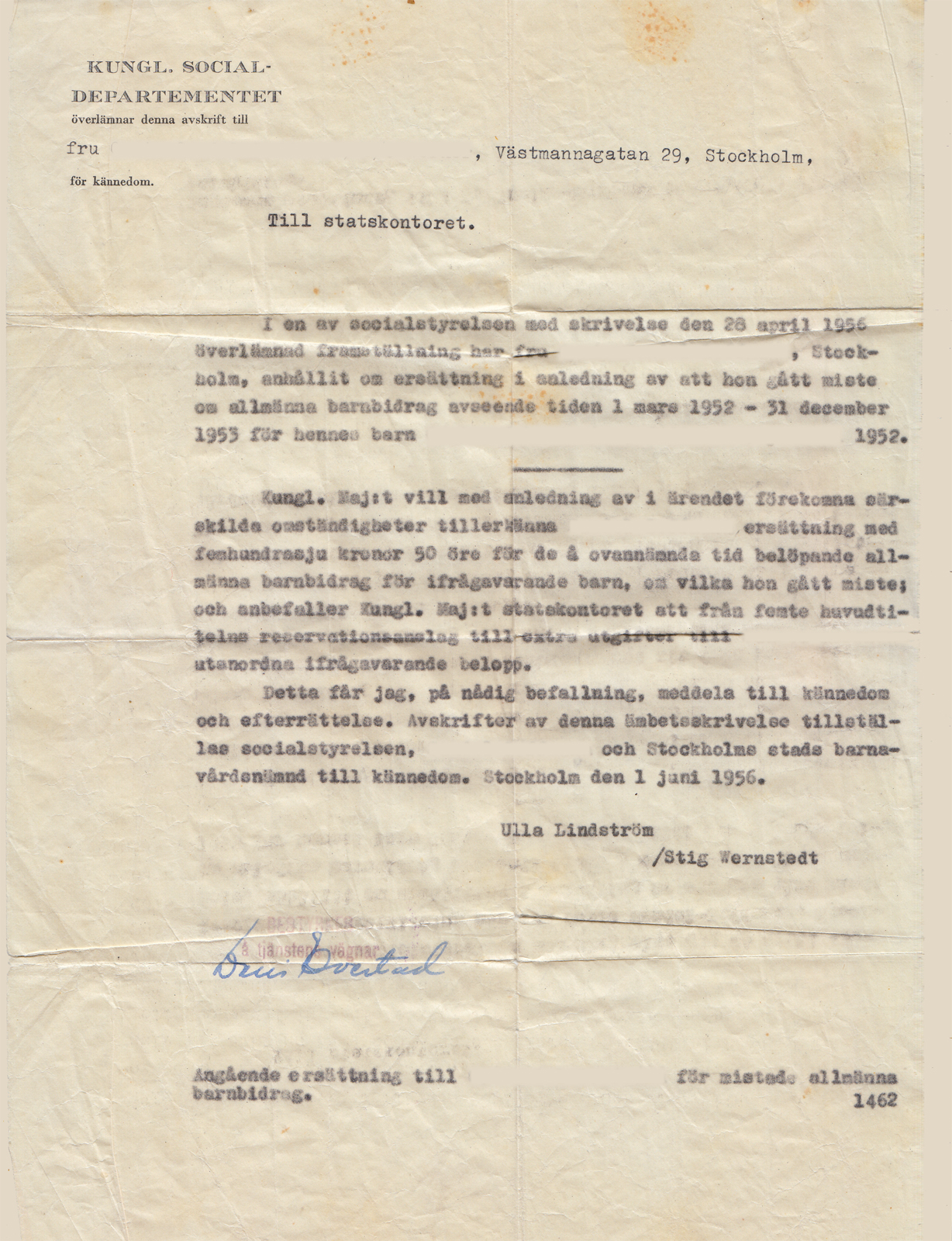
Dokument från Kungliga Socialdepartementet rörande retroaktivt barnbidrag 1952-53, beloppet 507 kronor, motsvarar i 2025 års penningvärde ca 9 465 kronor.

Barnbidrag är ett generellt statligt bidrag till föräldrar med barn i Sverige. Alla barn som bor i Sverige har rätt till barnbidrag. Det är utformat enligt en renodlat generell barnbidragsmodell, där alla skatteavdrag riktade till familjer och barn och behovsprövade stöd avskaffats till förmån för ett helt universellt stöd. Målet med barnbidraget är att utjämna de ekonomiska villkoren mellan familjer med och utan barn samt över livscykel. Barnbidraget är ett generellt bidrag, som karaktäriseras av att det utgår med fasta belopp per barn oavsett föräldrarnas inkomst.
Barnbidraget regleras i socialförsäkringsbalken. Den tidigare lagen (1947:529) om allmänna barnbidrag har upphört att gälla i och med införandet av socialförsäkringsbalken. Enligt övergångsreglerna ska dock de äldre reglerna gälla barnbidrag för tiden före 1 januari 2011.
Knappt 1,5 miljoner föräldrar mottog allmänt barnbidrag, flerbarnstillägg och/eller förlängt barnbidrag under år 2019 till en kostnad av ca 33,2 miljarder kronor.

## Bakgrund
Barnbidrag infördes 1937 och var då inkomstprövat. Alva och Gunnar Myrdal var ledande förespråkare för införandet av barnbidrag, de argumenterade för barnbidrag i boken Kris i befolkningsfrågan från 1934.
Den nuvarande modellen med så kallat allmänt barnbidrag, oavsett inkomst, infördes 1948 och var på 260 kronor per barn och år, motsvarande 4 597,75 SEK 2010.
När det allmänna barnbidraget infördes innebar det både en omläggning och en utvidgning av samhällets stöd till barnfamiljerna. Bidraget ersatte de barnavdrag som tidigare fanns i beskattningen. Skatteavdragen gynnade främst de som hade höga inkomster och innebar att familjer utan inkomst inte fick del av stödet. De viktigaste motiven till att införa barnbidraget var att öka nativiteten, utjämna levnadsstandarden mellan barnlösa och barnrika familjer och minska antalet barn som levde i fattigdom.
Barnbidraget har höjts ett antal gånger genom åren sedan det infördes. Endast en gång har riksdagen beslutat att minska barnbidraget. Den 1 januari 1996 sänktes barnbidraget från 750 kronor till 640 kronor i månaden, dessutom avskaffades flerbarnstillägget. Detta var en del i saneringen av statsfinanserna. Både barnbidragets nivå och flerbarnstillägget återställdes den 1 januari 1998. I januari 2006 höjdes barnbidraget från 950 till 1 050 kronor i månaden. 2018 höjdes bidraget till 1 250 kronor i månaden.

### Flerbarnstillägg
Flerbarnstillägg är ett extra ekonomiskt stöd för barnfamiljer med flera barn. Flerbarnstillägg har förekommit i omgångar. Det infördes första gången från och med 1 januari 1982, då med ett fjärdedels barnbidrag per år till familjer med tre barn och med ytterligare ett halvt barnbidrag för varje ytterligare barn).
Flerbarnstillägget höjdes senast den 1 juli 2010.

## Reglering och omfattning

### Allmänt barnbidrag
Idag utgår allmänt barnbidrag till 1 250 kronor per månad. Det betalas ut från och med månaden efter barnets födelse (eller senare till exempel om barnet flyttar till Sverige) och till och med det kvartal då barnet fyller 16 år. Barnbidraget är skattefritt.
Barnbidrag betalas ut i princip alltid ut till de föräldrar som har gemensam rättslig vårdnad om sitt barn. Om barnet är fött 1 mars 2014 eller senare och föräldrarna är gifta med gemensam vårdnad så delas barnbidraget mellan dem. Halva barnbidraget betalas ut till den ena föräldern och den andra halvan till den andra föräldern. Delningen av bidraget sker automatiskt. Föräldrarna kan dock bestämma att endast en av föräldrarna ska få bidraget (och behöver i så fall anmäla detta till försäkringskassan). Om barnet föddes före 1 mars 2014 så kan de föräldrar som har gemensam vårdnad om sitt barn välja vem som ska få barnbidraget. Föräldrarna måste då aktivt anmäla det. Om föräldrarna inte väljer, betalas pengarna ut till mamman. Är bägge föräldrarna av samma kön betalas det ut till den äldsta av föräldrarna. Om det bara finns en vårdnadshavare är det den som får bidraget utbetalt till sig.
I vissa situationer kan barnbidraget betalas till någon annan än föräldrarna. Det gäller till exempel om barnet har en särskilt förordnad vårdnadshavare eller bor i ett familjehem.
När ett barn som uppbär förlängt barnbidrag och har fyllt 18 år (därmed blir myndig) eller gift sig får han eller hon bidraget utbetalt till sig själv.

### Förlängt barnbidrag
För barn över 16 som går i anpassad grundskola eller grundskolan utgår förlängt barnbidrag, som betalas ut av Försäkringskassan. Som längst betalas det ut till och med första kalenderhalvåret, det år man fyller 20. Det förlängda barnbidraget är på samma storlek som barnbidraget.

### Studiebidrag
För barn över 16 år som går i gymnasieskola utgår studiebidrag från och med kvartalet efter 16-årsdagen. Som längst betalas även det ut till och med första kalenderhalvåret, det år man fyller 20. Studiebidraget är av samma storlek som barnbidraget. Studiebidraget, eller studiestödet, administreras CSN (Centrala Studiestödsnämnden), och utbetalas 10 månader per år (september - juni).

### Flerbarnstillägg
Flerbarnstillägg är ett extra ekonomiskt tillägg som betalas ut till den som får allmänt barnbidrag för minst två barn. Man kan också få flerbarnstillägg för barn som har fyllt 16 år fram till och med juni det år barnet fyller 20 år, om barnet bor kvar hos föräldern, är ogift och studerar heltid på gymnasiet, grundskola eller särskola. Om alla barn är myndiga, eller om barnen saknar vårdnadshavare, betalas tillägget ut till den eller de föräldrar som barnen stadigvarande sambor med.
Flerbarnstillägget uppgår för andra barnet till 150 kr i månaden, tredje barnet 580 kr i månaden, fjärde barnet 1 010 kr i månaden och för femte och varje ytterligare barn 1 250 kronor i månaden. För att vara berättigat till flerbarnstillägg skall barnet bo kvar hos föräldern, studera heltid på gymnasiet, grundskola eller särskola och vara ogift.

### Totalt barnbidrag och flerbarnstillägg sedan 1 mars 2018
Det totala barnbidraget är per månad följande (ackumulerade siffror).
| Totalt antal barn | Barnbidrag | Flerbarnstillägg | Totalt |
| ----------------- | ---------- | ---------------- | ------ |
| 1                 | 1 250      | -                | 1 250  |
| 2                 | 2 500      | 150              | 2 650  |
| 3                 | 3 750      | 730              | 4 480  |
| 4                 | 5 000      | 1 740            | 6 740  |
| 5                 | 6 250      | 2 990            | 9 240  |

Från femte barnet och fler ökar bidraget successivt med 2 500 kr per barn (allmänt barnbidrag och flerbarnstillägg inkluderat).